# Chris Preisser
Chris Preisser (* 21. Juni 1985 als Christian Preißer in Bad Nauheim, Hessen) ist ein deutscher Rocksänger und Fotograf. Er ist Gründer/Frontmann der Gruppe Seven Hell.

## Karriere
Chris Preisser wurde 2009 mit seiner Coverband Seven Hell bei einem Wettbewerb von der Frankfurter Rundschau und der Binding-Brauerei zu Hessens bester Coverband gewählt. Ebenfalls 2009 trat er mit seiner Band zusammen mit der Girlgroup Queensberry (Band) beim German Bowl XXXI in der Commerzbank-Arena Frankfurt vor über 14.000 Zuschauern auf.
Im Dezember 2010 erschien Preissers erstes Soloalbum One Life Music – A Tribute to Paul Stanley. Auf dem Tributalbum covert Preisser fünf Songs seines Idols Paul Stanley (Kiss). Es wurde von Uli Pfannmüller produziert und erschien auf dem Label Rockwerk Records. Insgesamt hat er etwa 500 Alben und 400 Downloads von dem Album absetzen können.
Im Jahr 2011 gewann Preisser mit seinem Album den Deutschen Rock & Pop Preis in den Kategorien „Bester Hard-Rock-Sänger“ und „Deutscher Singer-Preis“.
Preisser trat unter anderem in der Fernsehshow „Hessen rockt – Die Show“ auf Rhein-Main TV auf. Auch bei dem Sender RTL Hessen war Chris mit seiner Band Seven Hell zu sehen.
Preisser ist seit seiner Geburt erkrankt und auf der Bühne auf eine Stehhilfe angewiesen. Er ist Endorser bei König & Meyer.

## Auszeichnungen
- Deutscher Rock & Pop Preis 2011 (1. Platz Bester Hard-Rock-Sänger, 2. Platz Deutscher Singer-Preis)[2]

## Diskographie

### Soloalben
- ONE LIFE MUSIC – A Tribute to Paul Stanley (2010, Rockwerk Records)

### Alben mit Seven Hell
- Seven Hell Demo ‘08 (2008, als Revolution, aufgenommen und produziert im metal-sound Studio Osterode)
- Seven Hell Live ’09 (2009, aufgenommen live auf der Tour 2009, produziert im record-verdächtig Studio in Langenselbold)
- Seven Hell "studio sessions" (aufgenommen und produziert von Uli Pfannmüller im TON UP Studio Enzheim)